# إليزابيث كارلسن
إليزابيث كارلسن (بالإنجليزية: Elizabeth Karlsen)‏ هي سيدة أعمال أمريكية، ولدت في 1960 في نيويورك في الولايات المتحدة.

## وصلات خارجية
- إليزابيث كارلسن على موقع IMDb (الإنجليزية)
- إليزابيث كارلسن على موقع ميتاكريتيك (الإنجليزية)
- إليزابيث كارلسن على موقع قاعدة بيانات الفيلم (الإنجليزية)